# Happy Ending (film, 2018)
Happy Ending är en dansk romantisk dramakomedifilm från 2018.

## Om filmen

### Handling
Helle och Pete har levt ett långt liv tillsammans, och när Peter går i pension ser Helle fram emot att de ska kunna resa tillsammans. Peter har dock inga planer på att trappa ner, utan har i stället investerat parets besparingar i en vingård. Skilsmässan står för dörren och de båda märker att livet kan ha annat att erbjuda.

### Roller (i urval)[2]
- Birthe Neumann – Helle
- Kurt Ravn – Peter
- Charlotte Sieling – Trine
- Marianne Høgsbro – Linda
- Tammi Øst – Alice
- Rikke Bilde – Nanna
- Emilie Kroyer Koppel – Ida
- Mette Munk Plum – Birgitte
- Kurt Dreyer – Jess
- Benjamin Kitter – Carsten
- Claus Flygare – Claus
- Kenneth M. Christensen – Lars